# Vildsvinejagt
Vildsvinejagt er generel jagt på vildsvin, men kan også omfatte jagt på vildsvin og navlesvin. Et fuldvoksent vildsvin er et stort, stærkt dyr, der ofte har skarpe stødtænder, som de bruger til at forsvare sig selv. Vildsvinejagt har ofte været brugt til at bevise mod.
Vildsvinejagt kan udføres på en række forskellige måder, herunder med jagthunde eller fælder og med våben som gevær eller vildsvinespyd. Jagttypen kan føres tilbage til oldtidens Grækenland, hvor det blandt andet omtales i den kalydonisk vildsvinejagt, og Romerriget, hvor der findes adskillige afbildninger. I middelalderens England blev vildsvinet udryddet som følge af vildsvinejagt i 1200-tallet.